# ادبیات مصری

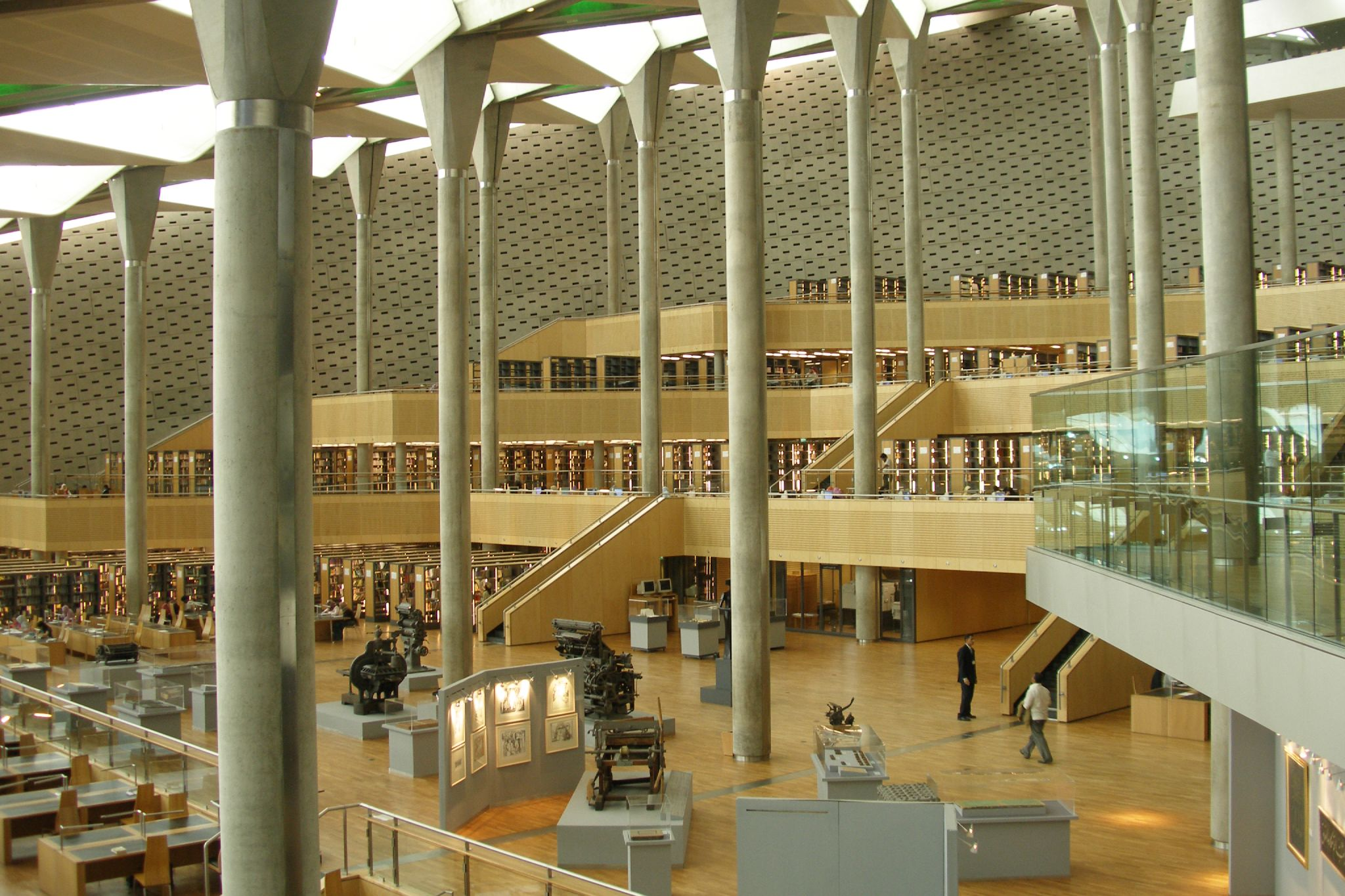
سالن مطالعه کتابخانه جدید اسکندریه

ادبیات مصری سرآغازش به مصر باستان بازمی‌گردد و از قدیمی‌ترین موارد شناخته‌شده در جهان است. مصریان باستان نخستین کسانی بودند که ادبیات کتبی را به شکل کتیبه یا در مجموعه‌های پاپیروس که پیش از کتب امروزی استفاده می‌شدند، ایجاد کردند.